# Договор между Кубой и Гаити о морской границе
Договор между Кубой и Гаити о морской границе — международный договор, заключённый в 1977 году между Кубой и Гаити, который установил международную морскую границу между двумя государствами.
Соглашение было подписано в Гаване 27 октября 1977 года. Текст документа устанавливает границу между двумя государствами, примерно равноудалённую от обоих островов в Наветренном проливе. Граница разделена на 50 прямолинейных морских сегментов, определённых с помощью координат 51 единичной точки. Остров Навасса, находящийся неподалёку от западного берега Гаити, территория которого оспаривается Гаити и США, был оставлен без внимания при учёте государственной границы.
Договор вступил в силу 6 января 1978 года после ратификации обеими странами. Полное название договора — Договор о морской границе между Республикой Гаити и Республикой Куба, касающийся делимитации морских границ обоих государств.